# Elezioni parlamentari in Grecia del gennaio 2015
Le elezioni parlamentari in Grecia del gennaio 2015 si tennero il 25 gennaio per il rinnovo del Parlamento ellenico.
Furono indette in anticipo rispetto alla scadenza naturale della precedente legislatura, fissata per il 2016, poiché in Parlamento non era riuscito ad eleggere il nuovo presidente della Repubblica.

## Contesto

### Storia
Nel mese di dicembre del 2014, il Parlamento è stato chiamato ad eleggere il nuovo Presidente della Repubblica così come stabilito dalla Costituzione greca. Essa prevede che si svolgano tre votazioni, con quorum diversi (nelle prime due 200 deputati su 300, nella terza 180) per riuscire ad eleggere il nuovo presidente. Se non si riesce a raggiungere il quorum in nessuna delle tre votazioni, il Presidente della Repubblica uscente scioglie il Parlamento entro i dieci giorni successivi e convoca le elezioni anticipate.
La maggioranza di governo, composta da ND e PASOK, propose il nome di Stauros Dīmas mentre le opposizioni (tra cui SYRIZA) non proposero alcun candidato, limitandosi a votare contro Dīmas in tutte e tre le votazioni.
Il 29 dicembre 2014, non raggiungendosi il quorum necessario per l'elezione alla terza ed ultima votazione, il Parlamento venne sciolto, così come stabilito dalla Costituzione, dovendosi procedere ad elezioni anticipate.
Il primo ministro Antōnīs Samaras ha annunciato nuove elezioni parlamentari per il 25 gennaio 2015.

### Procedimento elettorale
I 300 seggi del Parlamento sono stati distribuiti così: 250 seggi sono stati assegnati con il metodo proporzionale con una percentuale minima (sbarramento) per accedere al Parlamento del 3%; i restanti 50 seggi sono stati assegnati automaticamente al partito (non alla coalizione) che ha ricevuto più voti.
Per avere la maggioranza parlamentare un partito o una coalizione dovrebbe controllare 151 seggi su 300. Le schede bianche o nulle, così come i voti per le forze politiche che non hanno raggiunto lo sbarramento del 3% non sono state conteggiate per l'assegnazione dei seggi.

### Parlamento uscente
| Partito                                       | 17 Giu 2012 (Elezioni) | 31 Dic 2014 (Scioglimento) | 6 Gen 2015 (Pre-elezioni) |
| --------------------------------------------- | ---------------------- | -------------------------- | ------------------------- |
| Nuova Democrazia (ND)                         | 129 / 300              | 127 / 300                  | 131 / 300                 |
| Coalizione della Sinistra Radicale (SYRIZA)   | 71 / 300               | 71 / 300                   | 71 / 300                  |
| Movimento Socialista Panellenico (PASOK)      | 33 / 300               | 28 / 300                   | 22 / 300                  |
| Greci Indipendenti (ANEL)                     | 20 / 300               | 12 / 300                   | 12 / 300                  |
| Alba Dorata (XA)                              | 18 / 300               | 16 / 300                   | 16 / 300                  |
| Sinistra Democratica (DIMAR)                  | 17 / 300               | 9 / 300                    | 8 / 300                   |
| Partito Comunista di Grecia (KKE)             | 12 / 300               | 12 / 300                   | 12 / 300                  |
| Parlamentari Indipendenti Democratici (ADIV)  | 0 / 300                | 17 / 300                   | 13 / 300                  |
| To Potami                                     | 0 / 300                | 3 / 300                    | 3 / 300                   |
| Movimento dei Socialisti Democratici (KIDISO) | 0 / 300                | 0 / 300                    | 6 / 300                   |
| Indipendenti                                  | 0 / 300                | 5 / 300                    | 6 / 300                   |

### Sondaggi

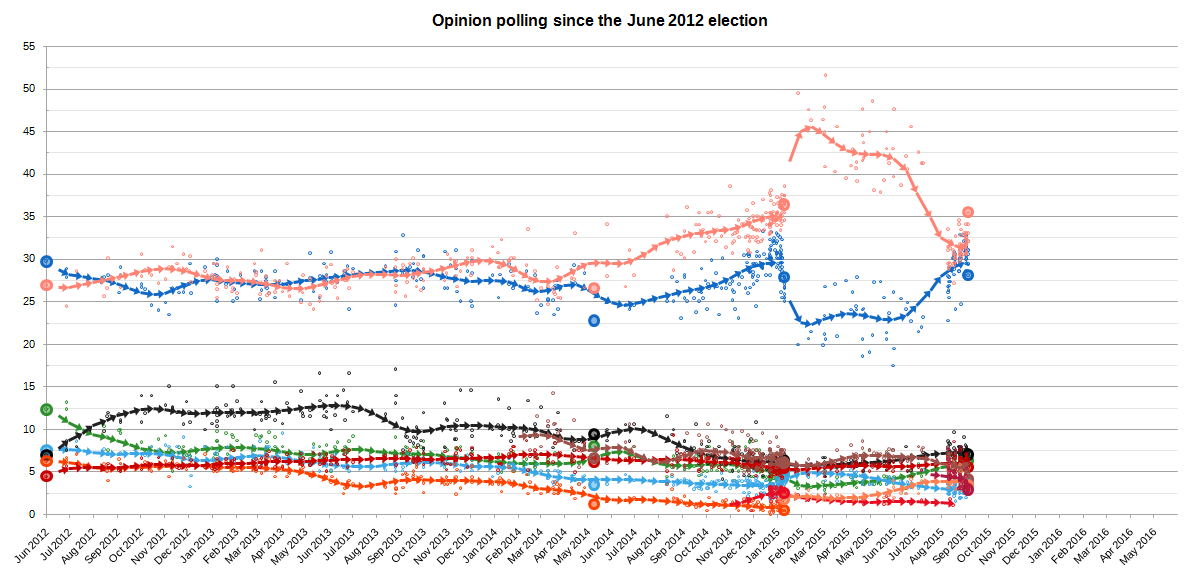
Andamento dei sondaggi da giugno 2012
Nuova Democrazia
Coalizione della Sinistra Radicale
Movimento Socialista Panellenico
Greci Indipendenti
Partito Comunista di Grecia
Alba Dorata
To Potami
Sinistra Democratica

Nuova Democrazia
     Coalizione della Sinistra Radicale
     Movimento Socialista Panellenico
     Greci Indipendenti
     Partito Comunista di Grecia
     Alba Dorata
     To Potami
     Sinistra Democratica

## Risultati
| Coalizione della Sinistra Radicale (SYRIZA)                        | 2 245 978 | 36,34 | 149 |  |  |  |
| Nuova Democrazia (ND)                                              | 1 718 694 | 27,81 | 76  |  |  |  |
| Alba Dorata (XA)                                                   | 388 387   | 6,28  | 17  |  |  |  |
| To Potami                                                          | 373 924   | 6,05  | 17  |  |  |  |
| Partito Comunista di Grecia (KKE)                                  | 338 188   | 5,47  | 15  |  |  |  |
| Greci Indipendenti (AN.EL)                                         | 293 683   | 4,75  | 13  |  |  |  |
| Movimento Socialista Panellenico (PASOK)                           | 289 469   | 4,68  | 13  |  |  |  |
| Movimento dei Socialisti Democratici (KIDISO)                      | 152 557   | 2,47  | –   |  |  |  |
| Unione dei Centristi (EK)                                          | 110 923   | 1,79  | –   |  |  |  |
| Teleia                                                             | 109 500   | 1,77  | –   |  |  |  |
| Raggruppamento Popolare Ortodosso (LAOS)                           | 63 669    | 1,03  | –   |  |  |  |
| Verdi - Sinistra Democratica (Prasinoi-DIMAR)                      | 29 820    | 0,48  | –   |  |  |  |
| KKE(m-l) - M-L KKE                                                 | 7 999     | 0,13  | –   |  |  |  |
| Unione della Riforma Nazionale Democratica (EDEM)                  | 7 615     | 0,12  | –   |  |  |  |
| Movimento di Liberazione Democratica del Popolo Greco (EL.LA.D.A.) | 4 740     | 0,08  | –   |  |  |  |
| Partito Rivoluzionario dei Lavoratori (EEK)                        | 2 363     | 0,04  | –   |  |  |  |
| Organizzazione dei Comunisti Internazionalisti di Grecia (OKDE)    | 1 854     | 0,03  | –   |  |  |  |
| Altri <1.000 voti                                                  | 711       | 0,01  | –   |  |  |  |
| Indipendenti                                                       | 1 301     | 0,02  | –   |  |  |  |
| Totale                                                             | 6 180 872 | 100   | 300 |  |  |  |
|                                                                    |           |       |     |  |  |  |
| Voti non validi                                                    | 149 484   | 2,36  |     |  |  |  |
| Votanti                                                            | 6 330 356 | 63,62 |     |  |  |  |
| Elettori                                                           | 9 949 684 |       |     |  |  |  |

| Riepilogo dei voti (+/- elezioni 2012)  | Riepilogo dei voti (+/- elezioni 2012) | Riepilogo dei voti (+/- elezioni 2012) | Riepilogo dei voti (+/- elezioni 2012) | Riepilogo dei voti (+/- elezioni 2012) | Riepilogo dei voti (+/- elezioni 2012) | Riepilogo dei voti (+/- elezioni 2012) |
| --------------------------------------- | -------------------------------------- | -------------------------------------- | -------------------------------------- | -------------------------------------- | -------------------------------------- | -------------------------------------- |
| Coalizione della Sinistra Radicale      | Coalizione della Sinistra Radicale     | Coalizione della Sinistra Radicale     |                                        |                                        | 36,34%                                 | ▲ 9,45                                 |
| Nuova Democrazia                        | Nuova Democrazia                       | Nuova Democrazia                       |                                        |                                        | 27,81%                                 | ▼ 1,85                                 |
| Alba Dorata                             | Alba Dorata                            | Alba Dorata                            |                                        |                                        | 6,28%                                  | ▼ 0,64                                 |
| To Potami                               | To Potami                              | To Potami                              |                                        |                                        | 6,05%                                  | ▲ 6,05                                 |
| Partito Comunista di Grecia             | Partito Comunista di Grecia            | Partito Comunista di Grecia            |                                        |                                        | 5,57%                                  | ▲ 0,97                                 |
| Greci Indipendenti                      | Greci Indipendenti                     | Greci Indipendenti                     |                                        |                                        | 4,75%                                  | ▼ 2,76                                 |
| Movimento Socialista Panellenico        | Movimento Socialista Panellenico       | Movimento Socialista Panellenico       |                                        |                                        | 4,68%                                  | ▼ 7,60                                 |
| Movimento dei Socialisti Democratici    | Movimento dei Socialisti Democratici   | Movimento dei Socialisti Democratici   |                                        |                                        | 2,47%                                  | ▲ 2,47                                 |
| Unione dei Centristi                    | Unione dei Centristi                   | Unione dei Centristi                   |                                        |                                        | 1,79%                                  | ▲ 1,50                                 |
| Teleia                                  | Teleia                                 | Teleia                                 |                                        |                                        | 1,77%                                  | ▲ 1,77                                 |
| Raggruppamento Popolare Ortodosso       | Raggruppamento Popolare Ortodosso      | Raggruppamento Popolare Ortodosso      |                                        |                                        | 1,03%                                  | ▼ 0,55                                 |
| Altri <1,00%                            | Altri <1,00%                           | Altri <1,00%                           |                                        |                                        | 1,56%                                  | ▼ 1,24                                 |
| Riepilogo dei seggi (+/- elezioni 2012) |                                        |                                        |                                        |                                        |                                        |                                        |
|                                         |                                        |                                        |                                        |                                        |                                        |                                        |
| KKE                                     | 15                                     | ▲ 3                                    |                                        | Syriza                                 | 149                                    | ▲ 78                                   |
| PASOK                                   | 13                                     | ▼ 20                                   |                                        | To Potami                              | 17                                     | ▲ 17                                   |
| ANEL                                    | 13                                     | ▼ 7                                    |                                        | ND                                     | 76                                     | ▼ 53                                   |
| XA                                      | 17                                     | ▼ 1                                    |                                        | DIMAR                                  | 0                                      | ▼ 17                                   |

## Conseguenze
Il 26 gennaio 2015 Alexīs Tsipras, leader di Syriza, assume l'incarico di Primo ministro della Grecia giurando dinanzi al Presidente della Repubblica.
Il 28 gennaio 2015 nasce il Governo Tsipras, formato dai partiti SYRIZA e Greci Indipendenti che insieme raggiungono la maggioranza assoluta del Parlamento con 162 seggi.